# (2951) Perepadin
(2951) Perepadin (1977 RB8; 1930 FD; 1933 UW1; 1944 UA; 1950 WE; 1952 DM2; 1955 UG; 1958 HC; 1969 JF; 1971 SA4; 1971 UU1; 1980 JP) ist ein ungefähr 47 Kilometer großer Asteroid des äußeren Hauptgürtels, der am 13. September 1977 vom russischen (damals: Sowjetunion) Astronomen Nikolai Stepanowitsch Tschernych am Krim-Observatorium (Zweigstelle Nautschnyj) auf der Halbinsel Krim (IAU-Code 095) entdeckt wurde.

## Benennung
(2951) Perepadin wurde nach dem sowjetischen Agronomen Alexander Iwanowitsch Perepadin (1945–1994) benannt, der ein Freund des Entdeckers Nikolai Stepanowitsch Tschernych war. Er war Lektor am Crimean Agricultural Institute sowie Ratsvorsitzender des Rajon Bachtschyssaraj.